# Теодот I Цариградски
Патријарх Теодот I Каситерас, латинизован као Теодот I Каситерас (умро јануара 821) патријарх цариградски од 1. априла 815. до јануара 821.
Теодот је рођен у Наколеји, као син патрикија Михаила Мелисена, сестра му је царица Евдокија, последње жене цара Константина V . Теодот је постао везан за дворску бирократију и био је од поверења цара Михаила I Рангабеа.
У време када је Лав V Јерменин 813. збацио цара Михаила I, Теодото је био старији спатарокандидат, кога скоро савремени писац Инкерт описује као „кротког“ и „необразованог“. Цар Лав V је 14. марта 815. изнудио оставку патријарха Нићифора I и на његово место именовао проиконокласту Теодота Мелисена. Касније 815. године, нови патријарх је председавао црквеним сабором у Цариграду, који је поништио Други Никејски сабор и поново увео забрану поштовања икона, чиме је започео други период византијског иконоборства. Већи део иконоборачких напора на сабору предводили су други клирици, укључујући касније патријархе Антонија I и Јована VII . После овог сабора, патријарх Теодот представља као мучење глађу више од једног иконодула игумана у покушају да их натера да се сложе са својом црквеном политиком.
Престаје да се помиње у изворима након убиства цара Лава V и ступања на трон цара Михаила II Аморијца у децембру 820. године.